# Ouled Aouf
Ouled Aouf è un comune dell'Algeria, situato nella provincia di Batna.